# Betula ferganensis
Betula ferganensis är en björkväxtart som beskrevs av Viktor Nikolayevich Vassiljev. Betula ferganensis ingår i släktet björkar, och familjen björkväxter. Inga underarter finns listade.